# District historique de Rattlesnake Springs
Pour les articles homonymes, voir Rattlesnake.
Le district historique de Rattlesnake Springs – ou Rattlesnake Springs Historic District en anglais – est un district historique du comté d'Eddy, dans le Nouveau-Mexique, aux États-Unis. Installé à proximité de la source appelée Rattlesnake Springs, il est protégé au sein du parc national des grottes de Carlsbad. Il est inscrit au Registre national des lieux historiques depuis le 14 juillet 1988 ainsi qu'au New Mexico State Register of Cultural Properties depuis le 13 janvier 1989.